# Schepit (Wyschnyzja)

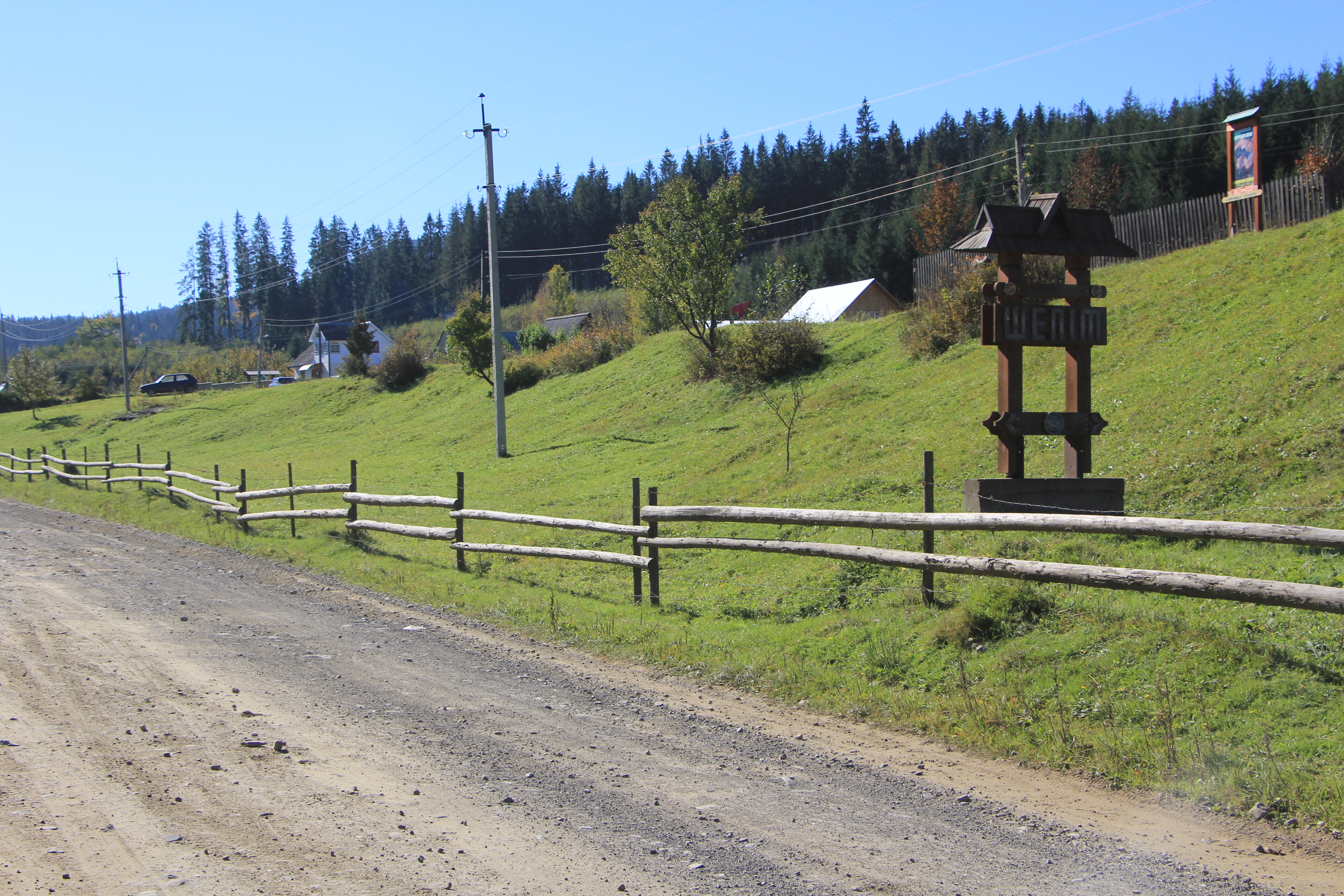
Ortseingang von Schepit

Schepit (ukrainisch Шепіт; russisch Шепот Schepot; polnisch Szipot Kamerale, rumänisch Șipotele Sucevei) ist ein Dorf in den Ostkarpaten im Süden der ukrainischen Oblast Tscherniwzi mit etwa 680 Einwohnern (2006).
Das 1490 gegründete Dorf hieß bis 1946 Schepit-Kameral (ukrainisch Шепіт-Камерал). Es liegt in 925 m Höhe im Südosten der historischen Landschaft Bukowina an der ukrainisch-rumänischen Grenze. Schepit liegt in Pokutien und befindet sich etwa 115 km südwestlich der Oblasthauptstadt Czernowitz und 32 km südlich vom ehemaligen Rajonzentrum Putyla. Das Dorf ist über die Territorialstraße Т–26–09 zu erreichen. Nahe der Ortschaft befindet sich der Sutschawskyj-Huk-Wasserfall (Сучавський Гук ⊙) und ein Grenzübergang nach Rumänien.
Am 26. Januar 2017 wurde das Dorf ein Teil der neu gegründeten Landgemeinde Seljatyn im Rajon Putyla, bis dahin bildete es zusammen mit den Dörfern Andrekiwske (Андреківське), Nyschnij Jalowez (Нижній Яловець), Sarata und Werchnij Jalowez die Landratsgemeinde Schepit (Шепітська сільська рада/Schepitska silska rada) im Süden des Rajons.
Seit dem 17. Juli 2020 ist der Ort ein Teil des Rajons Wyschnyzja.

## Persönlichkeiten
- Ciprian Porumbescu (1853–1883), rumänischer Komponist

## Bilder

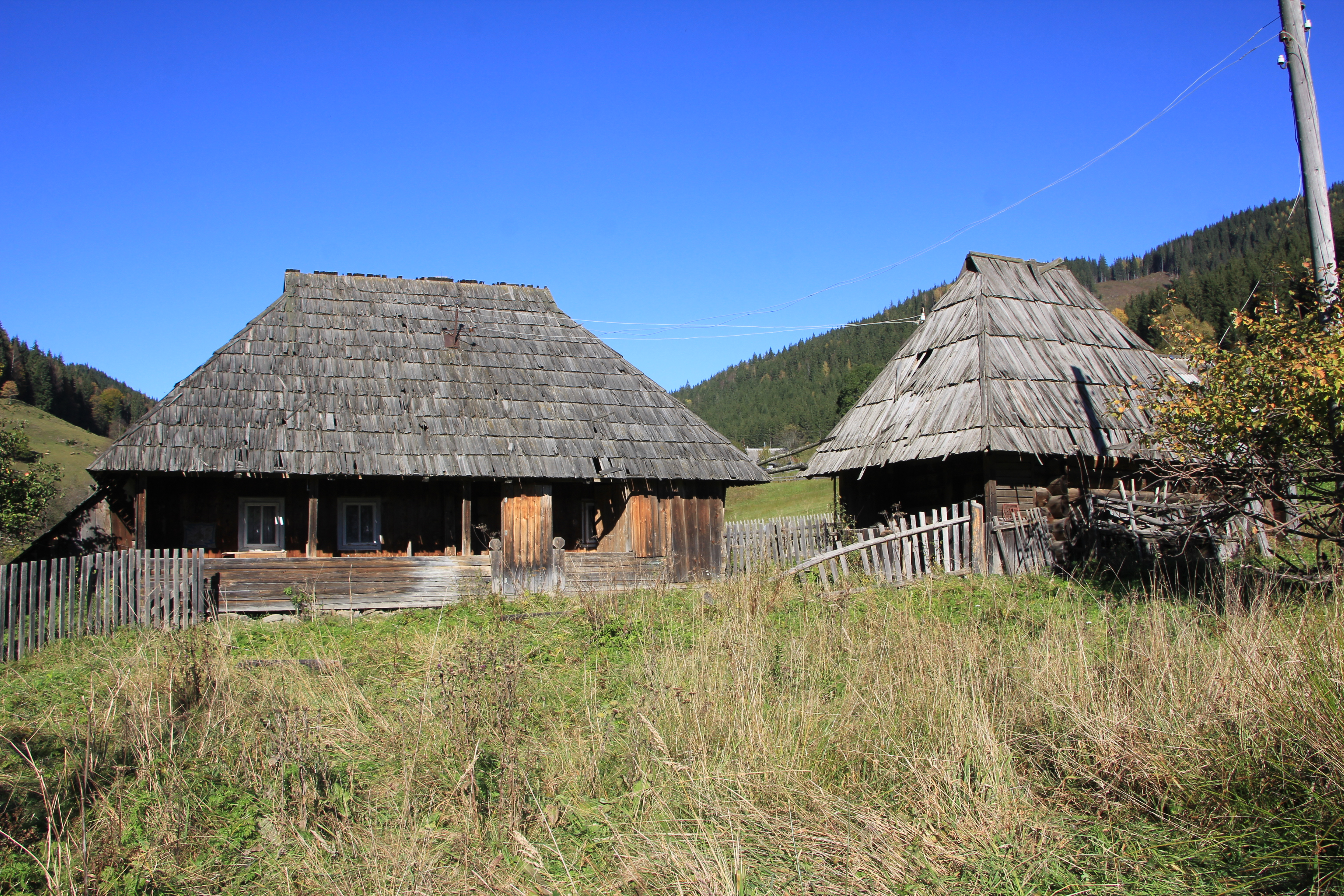
Alte Holzkirche
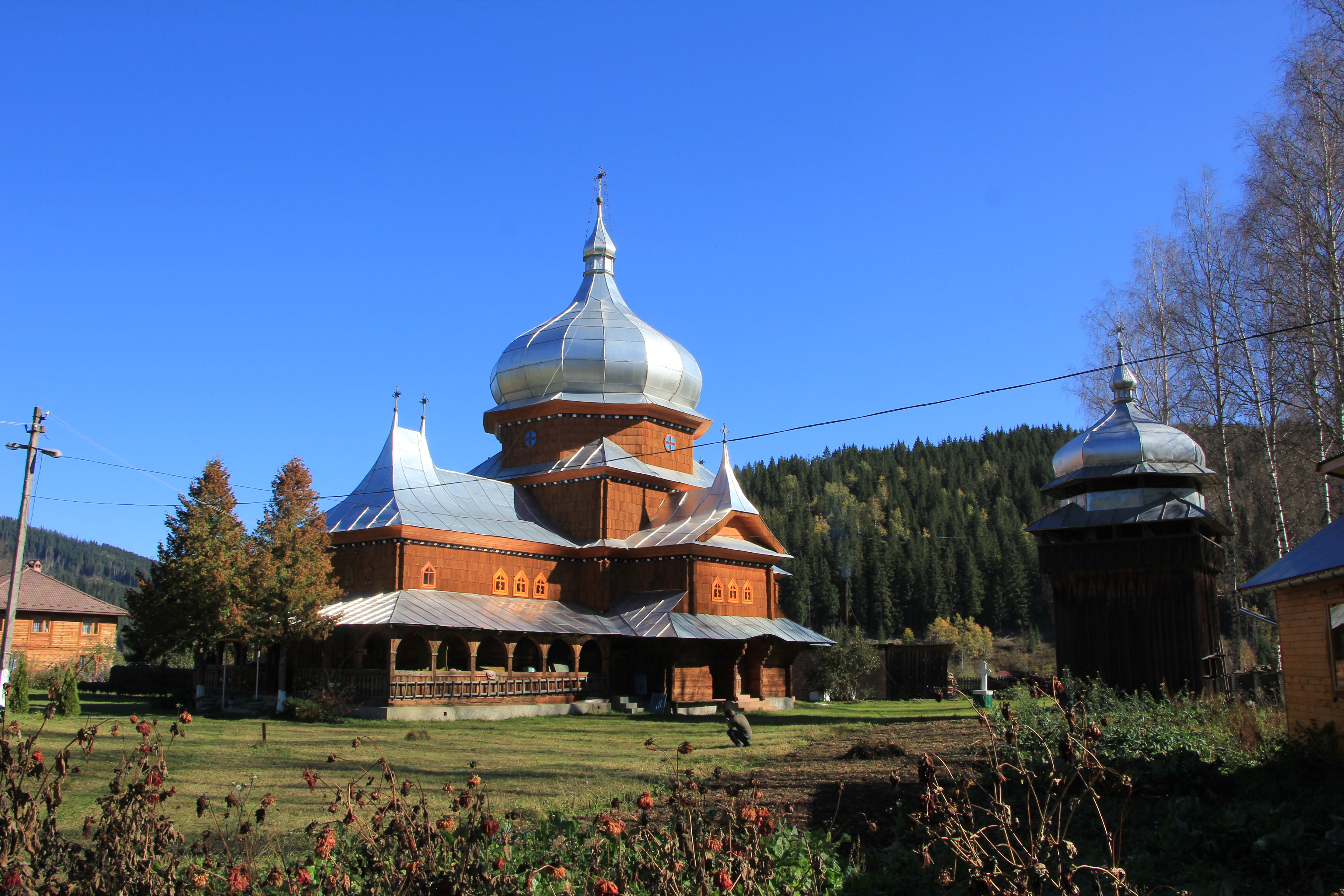
Holzkirche St. Elija (1898)
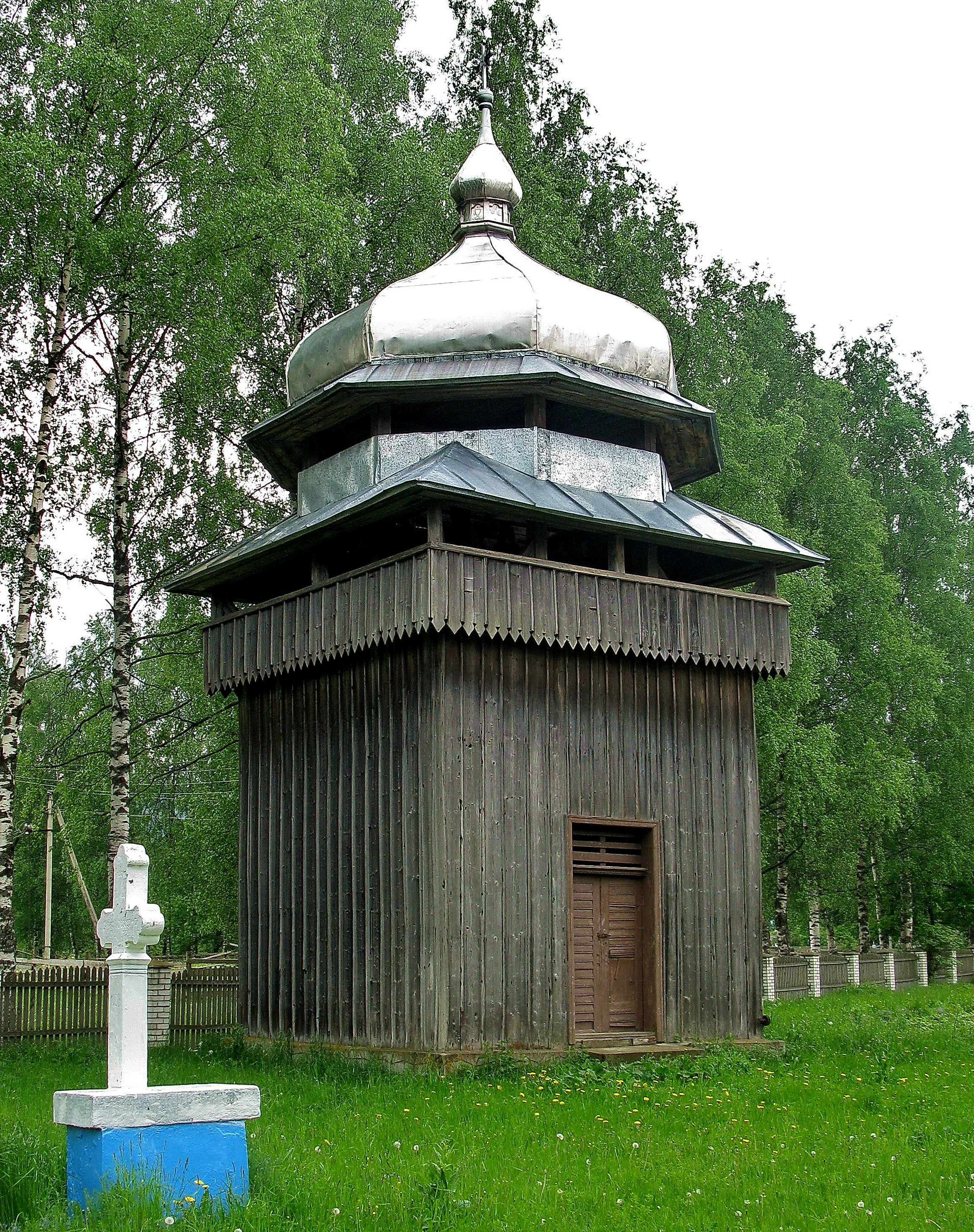
Glockenturm der Kirche St. Elija
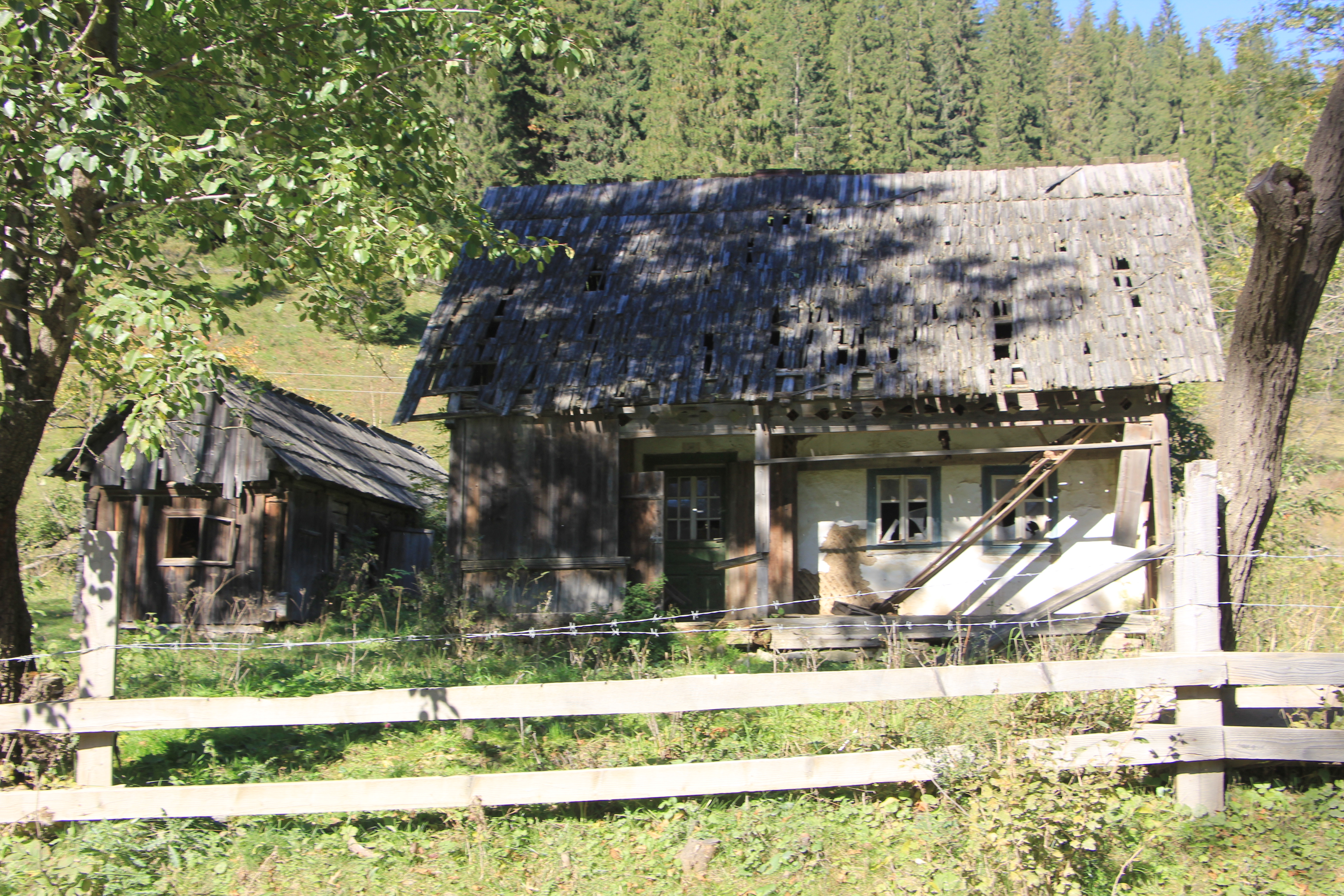
Altes Holzhaus
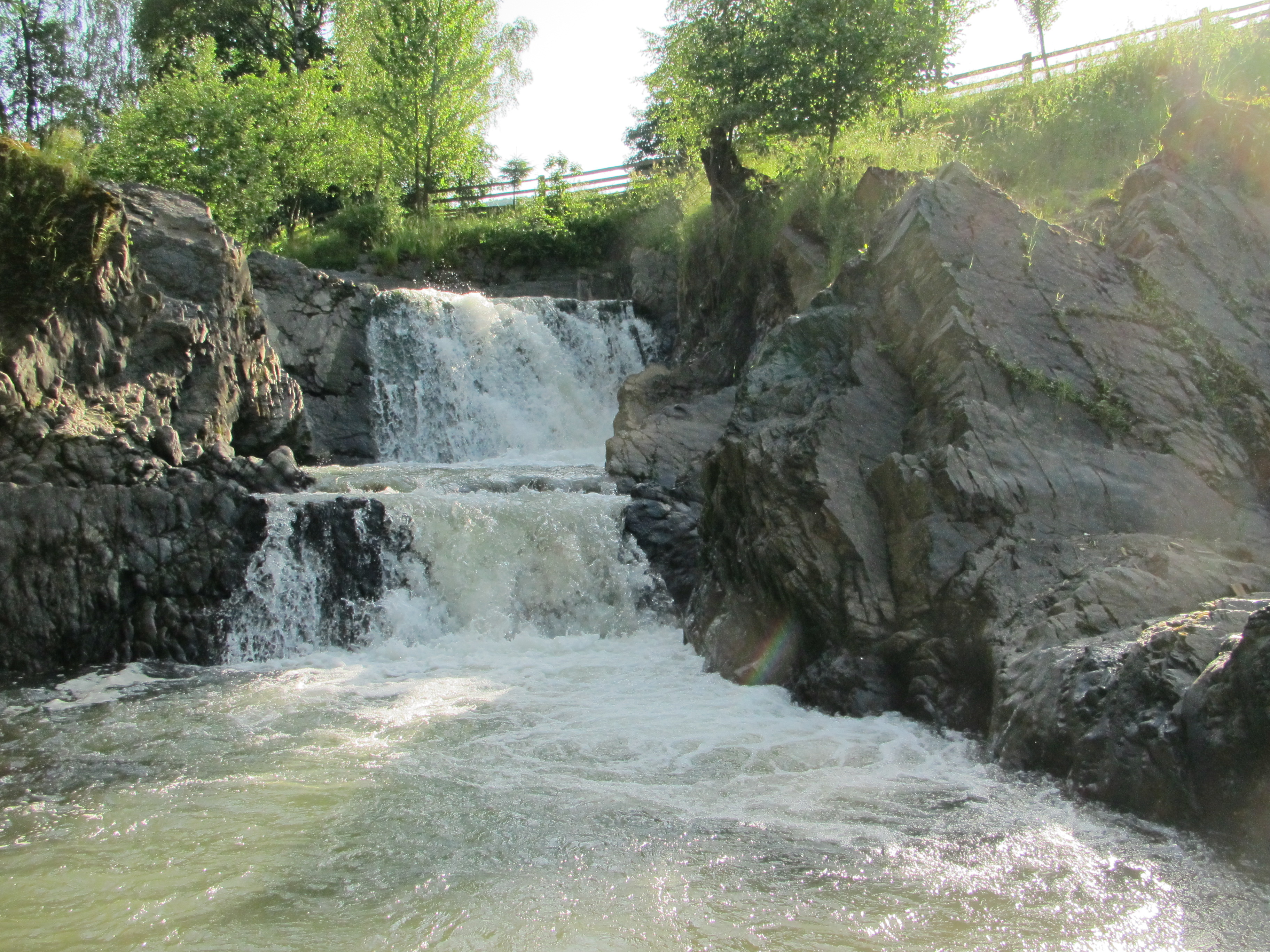
Sutschawskyj-Huk-Wasserfall